# کاستلنووتو
کاستلنووتو (به ایتالیایی: Castelnovetto) یک کومونه در ایتالیا است که در استان پاویا واقع شده‌است.

## خصوصیات
کاستلنووتو ۱۸٫۵ کیلومترمربع مساحت و ۶۴۰ نفر جمعیت دارد.